# Franz Müller (Maler, 1843)
Franz Müller (* 26. April 1843 in Düsseldorf; † September 1929 ebenda) war ein deutscher Historien-, Kirchen und Porträtmaler der Düsseldorfer Malerschule.

## Leben

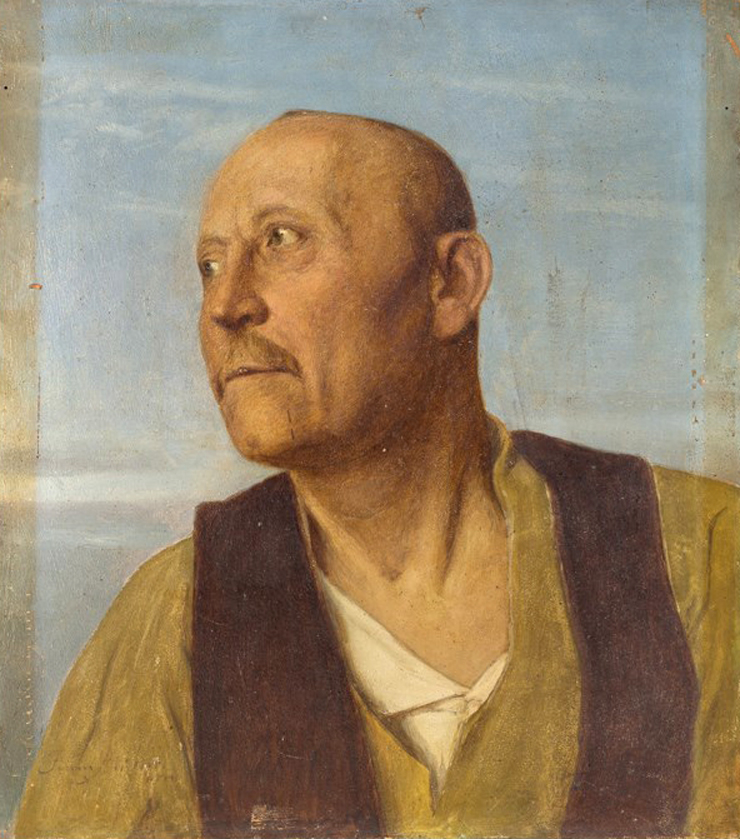
Bauernporträt um 1900

Franz Müller, getauft als Maria Joseph Ernestin Franz Müller, war der Sohn des Kirchen- und Historienmalers Andreas Müller und Maria Katharina, geb. Schweden (1814–1883) aus Düsseldorf. Er lernte und arbeitete zunächst unter der Leitung seines Vaters Andreas Müller und seines Onkels Karl Müller. An der Kunstakademie Düsseldorf studierte er unter Karl Ferdinand Sohn, Eduard Bendemann und Ernst Deger, die ihn in seiner Malerei nachhaltig beeinflussten, er war Mitglied im Künstlerverein Malkasten.
Sein erstes selbständiges Werk war eine „Madonna mit Kind in Landschaft“, dann eine Pietà, die der Kunstverein erwarb. In den 1860er Jahren half der junge Maler Franz Müller seinem Vater bei der Ausmalung des Kunstsaales des fürstlichen Schlosses zu Sigmaringen mit 24 Darstellungen deutscher Meister, für den Fürsten Karl Anton von Hohenzollern. 1871 und 1872 besuchte er die Kunstakademie in Antwerpen.

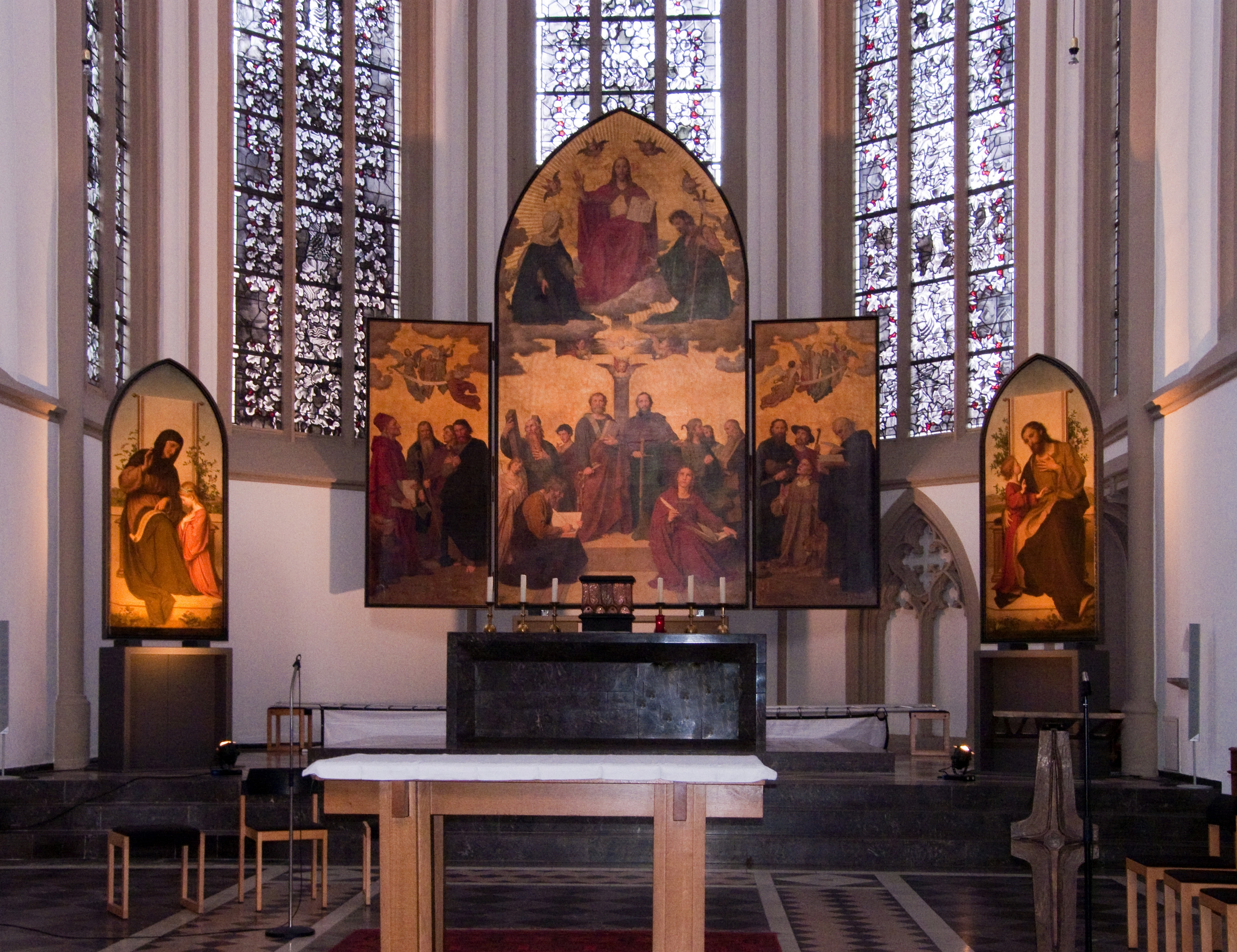
Flügelaltar in der St.-Remigius-Kirche in Bonn

Nach seiner Rückkehr vollendete Müller ein Altarbild in Kevelaer und malte im Wallfahrtsort Johannes den Täufer, Christus und eine Madonna. Für die Pfarrkirche St. Cyriakus von Hüls schuf er eine ganze Reihe von Bildern. Für den St.-Paulus-Dom in Münster fertigte Franz Müller ein Herz-Jesu-Bild.
Nach dem Tod seines Onkels im Jahre 1893 vollendete Franz Müller das große Altarbild zur Thematik „Die Kirche“ in der römisch-katholischen Kirche St. Remigius in Bonn nach der Karton-Vorlage. Das Spätnazarener-Bild in drei Teilen „Das himmlische Opfer über dem Altar“ zeigt oben den thronenden Christus zwischen Maria und Johannes dem Täufer, unten im Hauptbild wie in den Seitenbildern zahlreiche männliche Gestalten, die Evangelisten und andere Apostel. Auch führte Franz Müller Einzelfiguren von Kirchenlehrern und Kirchenvätern für die Chorwände derselben Kirche aus.
In der katholischen Propsteikirche St. Josef in Verden erfolgte die Ausmalung des Chorraums mit Fresken von Franz Müller und Eduard Goldkuhle aus Wiedenbrück.
Er malte, wie sein Vater, meist religiöse Kirchenbilder, fertigte Kartons für Kirchenfenster und auch eine Anzahl an Porträts.